# Leube Skulpturenweg
Der Leube Skulpturenweg ist ein vom österreichischen Baustoffhersteller Leube anlässlich des 175-jährigen Firmenjubiläums angelegtes Denkmal zu Ehren des Firmengründers Gustav Ernst Leube. Er befindet sich am nördlichen Rand der Stadtgemeinde Hallein (Ortsteil Gartenau, an der Gemeindegrenze zu Grödig, Ortsteil St. Leonhard) entlang eines Treppelwegs, der die Königsseeache begleitet.
Der kleine Skulpturenweg ist Teil des seit 1994 bestehenden Kunstsponsoring-Konzpets des Unternehmens Leube.
Er besteht aus fünf Kunstwerken und nahm 2008 mit einem Objekt, das nach Plänen des Salzburger Architektenpaares Christine und Horst Lechner angelegt worden war, seinen Anfang. Im Zentrum dieses Objekts, der Baumspirale, steht in einem kleinen Teich auf einer Säule eine Büste mit dem Abbild des Firmengründers. Die einzelnen Kunstwerke stammen aus unterschiedlichen Jahren bis 2013. Jedes Objekt wird mit einer Informationstafel erklärt.

## Objekte des Leube Skulpturenwegs
| Titel                   | Gestalter          | Jahr der Fertigstellung | Bild |
| ----------------------- | ------------------ | ----------------------- | ---- |
| Baumspirale             | Lechner & Lechner  | 2008                    |      |
| Pixelröhre Leonhard 8/8 | Winter/Hörbelt     | 2013                    |      |
| Skandal im Paradies     | ONA B.             | 2011                    |      |
| VOIDS                   | Günter Unterburger | 2011                    |      |
| Come back tomorrow      | Alix Delmas        | 2010                    |      |